# Planète Cunk
Planète Cunk (titre original : Cunk on Earth) est une série télévisée britannique de documentaire parodique produite par Charlie Brooker. La série met en vedette Diane Morgan dans le rôle de Philomena Cunk, une journaliste d'investigation mal informée, un personnage qui a déjà joué dans Charlie Brooker's Weekly Wipe et Cunk on Britain de Charlie Brooker. La série a reçu des critiques positives, beaucoup d'entre eux louant l'humour pince-sans-rire de Morgan. Elle a été diffusée pour la première fois sur la BBC le 19 septembre 2022 et sur Netflix le 31 janvier 2023.

## Synopsis
Philomena Cunk (Diane Morgan) voyage autour du monde, interviewant des experts sur l'histoire du monde.

## Épisodes
1. Au commencement des choses (In the Beginnings)
2. Il était deux fois (Faith/Off)
3. Entre renaissance et révolutions (The Renaissance Will Not Be Televised)
4. L'Avènement des machines (Rise of the Machines)
5. Les Guerres des mondes ? (War(s) of the World(s)?)

## Experts
Tout au long de la série, Diane Morgan dans le personnage de Philomena Cunk pose des questions absurdes à de vrais historiens, archéologues, théologiens, compositeurs et experts d'autres domaines, dans des interviews en tête à tête. Parmi ces experts :
- Jim Al-Khalili
- Laura Ashe (en)
- Paul Bahn
- Kathleen Burk (en)
- Gus Casely-Hayford
- Kate Cooper (en)
- Patricia Fara
- Jonathan Ferguson (en)
- Irving Finkel
- Myrto Hatzimichali (en)
- Ashley Jackson (en)
- Martin Kemp
- Brian Klaas (en)
- Aleksander Kolkowski (en)
- John Man (en)
- Anu Ojha (en)
- Eleanor Robson
- Catriona Seth
- Nigel Spivey (en)
- Shirley Thompson (en)
- Joyce Ann Tyldesley